# Lèmur ratolí del Sambirano
El lèmur ratolí del Sambirano (Microcebus sambiranensis) és una espècie de lèmur pertanyent a la família dels quirogalèids. És una espècie petita del gènere Microcebus (lèmurs ratolí) que fou descoberta recentment. Com totes les espècies de lèmur, és endèmica de Madagascar, on viu al nord-est de l'illa. El lèmur ratolí del Sambirano fou descrit juntament amb el lèmur ratolí de Berthe i el lèmur ratolí rogenc.